# Evolvulus hypocrateriflorus
Evolvulus hypocrateriflorus är en vindeväxtart som beskrevs av Damm. Evolvulus hypocrateriflorus ingår i släktet Evolvulus och familjen vindeväxter. Inga underarter finns listade i Catalogue of Life.